# Гаспарян, Арцруни Мартиросович
Арцруни Мартиросович Гаспарян (арм. Արծրունի Գասպարյան, 15 мая 1908, Ван, Османская империя — 9 января 1994, Ереван, Армения) — советский учёный-химик. Член-корреспондент АН Армянской ССР (1968), доктор технических наук (1964), профессор (1965). Заслуженный деятель науки и техники Армянской ССР (1968). Лауреат Сталинской премии (1946).

## Биография
Окончил ЕрПИ имени К. Маркса (1936). В 1934—1949 годы работал на инженерных должностях на Ереванском заводе синтетического каучука (завод № 742).
В 1949—1966 годы — директор Института органической химии АН Армянской ССР, одновременно руководил лабораторией процессов и аппаратов химической технологии.
В 1966—1980 годы — ректор ЕрПИ имени К. Маркса.
Автор способа переноса мелкодисперсных веществ в густых слоях и адиабатического метода получения соляной кислоты (метод Гаспаряна).
Доктор технических наук (1964), профессор (1965), член-корреспондент АН Армянской ССР (1968).
Председатель Верховного Совета Армянской ССР (1972—1975).
Депутат Верховного Совета Армянской ССР VII—IX созывов.

## Признание
- Сталинская премия второй степени (1946) — за коренное усовершенствование технологии производства соляной кислоты
- заслуженный деятель науки Армянской ССР (1968)
- орден Ленина
- орден «Знак Почёта».